# Кондаков, Евгений Николаевич
Евге́ний Никола́евич Кондако́в — российский нейрохирург, заместитель директора по научно-организационной и методической работе Российского нейрохирургического института имени профессора А. Л. Поленова, доктор медицинских наук, профессор. Редактор журнала «Нейрохирургия».

## Награды
- Государственная премия Российской Федерации, за цикл работ «Острые внутричерепные кровоизлияния: изучение патогенеза, разработка и внедрение новых технологий в диагностику и хирургическое лечение» (2003)[4]